# Tadhg Murphy
Tadhg Murphy (* 30. Mai 1979 in Dublin) ist ein irischer Schauspieler.

## Leben
Murphy verlor als Dreizehnjähriger beim Spielen mit einem selbstgemachten Pfeil sein rechtes Auge.
Bei einem Urlaub in Berlin hat er sich, nach eigener Aussage, in die Stadt verliebt. Er lebt momentan dort.
Michael Hirst, Drehbuchautor und Produzent der Serie Vikings, lernte Tadhg erst auf dem Set kennen. Tadhg trug zu diesem Zeitpunkt eine, zu seinem Kostüm gehörende, Augenklappe. Er fragte Hirst, ob es nicht besser wäre, wenn er für seine Rolle sein Auge herausnehmen würde, statt mit Augenklappe zu spielen. Hirst erschrak, da er bis zu diesem Zeitpunkt nicht wusste, dass Tadhg wirklich nur ein Auge hat. Er entschied sich für beide Varianten, in der Serie ist Arne mal mit und auch ohne Klappe zu sehen. Tadhg sagte in einem Interview, dass er schon nach ein paar Tagen auf dem Set von seinen Kollegen und der Crew genervt war, da sie ihn öfter am Tag danach fragten, sein Auge herauszunehmen.

## Filmografie
- 2004: Alexander
- 2013–2014: Vikings (8 Episoden als Arne)
- 2015: Black Sails
- 2015: Lost in the Living
- 2017: Will
- 2020: Undergods
- 2021: Red Election
- 2022: The Northman
- 2024: Oddity